# Tinh Dương
Tinh Dương (chữ Hán giản thể: 旌阳区, Hán Việt: Tinh Dương khu) là một quận thuộc địa cấp thị Đức Dương, tỉnh Tứ Xuyên, Cộng hòa Nhân dân Trung Hoa. Tinh Dương là quận thủ phủ của địa cấp thị Đức Dương. Quận này có diện tích 648 km². Phía đông giáp Trung Giang, tây giáp Miên Trúc và Thập Phương, bắc giáp La Giang, nam giáp Quảng Hán.
Tinh Dương được chia ra các đơn vị hành chính gồm 11 trấn, 1 hương và 5 nhai đạo biện sự xứ,